# De Grote Sinterklaasfilm en de verdwenen verlanglijstjes
De Grote Sinterklaasfilm en de verdwenen verlanglijstjes is een aankomende Nederlandse kinderfilm met Sinterklaas in de hoofdrol. De film werd geregisseerd en geproduceerd door Lucio Messercola.

## Verhaal
Het grote Sinterklaasfeest dreigt dit jaar in gevaar te komen als alle verlanglijstjes van de kinderen plotseling verdwenen zijn. Sinterklaas en zijn Pieten doen er alles aan om de verloren verlanglijstje te vinden, om te voorkomen dat het feest in het water valt.

## Rolverdeling
| acteur                  | personage                     |
| ----------------------- | ----------------------------- |
| Robert ten Brink        | Sinterklaas                   |
| Chris Tates             | Hugo Hogepief                 |
| Martien Meiland         | Jean Claude                   |
| Giovanni Caminita       | Marco Marsepein               |
| Stef de Reuver          | Willem Wortel                 |
| Okke Verberk            | Party Piet Pablo              |
| Sara Robben             | Kim Kado                      |
| Noah Ganahl             | Chico Choco                   |
| Marie Verhulst          | Marie                         |
| Dirk Bosschaert         | Samson                        |
| Silven Vroon            | PIO een                       |
| Thimo van Haaren        | PIO twee                      |
| Tineke Schouten         | tante Poets                   |
| Pamela Teves            | Mammie                        |
| Filip Bolluyt           | Stan                          |
| Quinn Bezemer           | Quinn                         |
| Aaron Bezemer           | Aaron                         |
| Roxeanne Hazes          | moeder                        |
| Boaz Reurink            | Job                           |
| Dutchtuber              | dokter                        |
| Ellen van Selm          | burgemeester                  |
| La Fuente               | zichzelf                      |
| Miljuschka Witzenhausen | assistent van Marco Marsepein |
| Royce de Vries          | cipier                        |
| Thijs Schel             | Kokspiet                      |
| Jeffrey Parmentier      | Trompiet                      |

## Achtergrond
De film werd geregisseerd en geproduceerd door Lucio Messercola. Het scenario van de film werd geschreven door Trui van de Brug. De Grote Sinterklaasfilm en de verdwenen verlanglijstjes is de zevende langspeelfilm in de reeks De Grote Sinterklaasfilms. De opnames van de film gingen in mei 2025 van start, er werd onder meer gefilmd in Purmerend en in Baarn bij Paleis Soestdijk. Voor de film keerde het grotendeel van de acteurs uit de voorgaande films terug, waaronder Robert ten Brink, Martien Meiland, Chris Tates en Stef de Reuver. Naast hen maakte diverse bekende Nederlanders hun debuut in bijrollen, waaronder Roxeanne Hazes, Tineke Schouten, Dutchtuber en Quinn en Aaron Bezemer.

## Release
De Grote Sinterklaasfilm en de verdwenen verlanglijstjes staat gepland om door distributeur In The Air op 1 oktober 2025 in de Nederlandse bioscopen uitgebracht te worden.